# Jan Schoon
Jan Schoon (Kwadijk, 1 december 1921 – Oosthuizen, 3 oktober 2001) was een Nederlands politicus van de PvdA.
Hij werd geboren als zoon van een veehouder en zelf ging hij in 1939 werken bij de gemeente Oosthuizen. Hij had het daar gebracht tot eerste ambtenaar en vanaf 1946 gemeente-ontvanger voor hij in januari 1960 benoemd werd tot burgemeester van die gemeente. Precies acht jaar later werd Schoon daarnaast burgemeester van Beets. Bij de gemeentelijke herindeling in Noord-Holland in 1970 gingen beide gemeenten met drie andere gemeenten op in de nieuwe gemeente Zeevang waarvan hij de burgemeester werd. In december 1986 nam hij daar afscheid en eind 2001 overleed hij op 79-jarige leeftijd. In Oosthuizen is naar hem de 'Burgemeester Jan Schoonstraat' vernoemd.